# Дейност на холдингови дружества
Дейността на холдинговите дружества, е подотрасъл на финансовите услуги.
Той обхваща дейността на специализиран вид предприятия – холдингови дружества – чиято цел е само притежаването на дялове в други търговски дружества, без участие в тяхното управление, стратегическо планиране или взимане на решения за дейността им.